# Griechische Squash-Meisterschaften
Die griechischen Squash-Meisterschaften sind ein Wettbewerb zur Ermittlung des nationalen Meistertitels im Squash in Griechenland. Ausrichter ist der griechische Squashverband.
Seit 1947 werden die Meisterschaften bei den Herren sowie 1982 bei den Damen jährlich ausgetragen. Rekordhalter sind Fabian Kalaitzis bei den Herren mit zwölf Titeln sowie Eliza Kargioti bei den Damen mit ebenfalls zwölf Titeln.

## Griechische Meister
Die Nummern in Klammern hinter den Namen geben die Anzahl der gewonnenen Meisterschaften wieder. Folgende Spieler konnten die Meisterschaft gewinnen:
| Jahr | Herren                     | Damen                   |
| ---- | -------------------------- | ----------------------- |
| 1947 | Pantelis Papadopoulos      |                         |
| 1948 | Nikos Dimitriadis          |                         |
| 1949 | G. Luzi                    |                         |
| 1950 | G. Luzi (2)                |                         |
| 1951 | Aris Vandibella            |                         |
| 1952 | nicht ausgetragen          |                         |
| 1953 | nicht ausgetragen          |                         |
| 1954 | Dimitrios Koudounis        |                         |
| 1955 | Dimitrios Koudounis (2)    |                         |
| 1956 | Dimitrios Koudounis (3)    |                         |
| 1957 | Stratis Dimitriadis        |                         |
| 1958 | Dimitrios Koudounis (4)    |                         |
| 1959 | Dimitrios Koudounis (5)    |                         |
| 1960 | Dimitrios Koudounis (6)    |                         |
| 1961 | Dimitrios Koudounis (7)    |                         |
| 1962 | Stratis Dimitriadis (2)    |                         |
| 1963 | Stratis Dimitriadis (3)    |                         |
| 1964 | Stratis Dimitriadis (4)    |                         |
| 1965 | Stratis Dimitriadis (5)    |                         |
| 1966 | Stratis Dimitriadis (6)    |                         |
| 1967 | Stratis Dimitriadis (7)    |                         |
| 1968 | Stratis Dimitriadis (8)    |                         |
| 1969 | Georgios Barlettis         |                         |
| 1970 | Eleftherios Gavalas        |                         |
| 1971 | Eleftherios Gavalas (2)    |                         |
| 1972 | Eleftherios Gavalas (3)    |                         |
| 1973 | Eleftherios Gavalas (4)    |                         |
| 1974 | Eleftherios Gavalas (5)    |                         |
| 1975 | Eleftherios Gavalas (6)    |                         |
| 1976 | Eleftherios Gavalas (7)    |                         |
| 1977 | Eleftherios Gavalas (8)    |                         |
| 1978 | Eleftherios Gavalas (9)    |                         |
| 1979 | Panagiotis Vasiliou        |                         |
| 1980 | Panagiotis Vasiliou (2)    |                         |
| 1981 | Panagiotis Vasiliou (3)    |                         |
| 1982 | Panagiotis Vasiliou (4)    | E. Mullachinou          |
| 1983 | Nikos Moustroufis          | Irini Ephraimidis       |
| 1984 | Panagiotis Vasiliou (5)    | Irini Ephraimidis (2)   |
| 1985 | Nikos Moustroufis (2)      | Anni Konstantinidou     |
| 1986 | Panagiotis Vasiliou (6)    | Anni Konstantinidou (2) |
| 1987 | Nikos Moustroufis (3)      | Anni Konstantinidou (3) |
| 1988 | Nikos Moustroufis (4)      | Anni Konstantinidou (4) |
| 1989 | Panagiotis Vasiliou (7)    | Anni Konstantinidou (5) |
| 1990 | Panagiotis Vasiliou (8)    | Irini Ephraimidis (3)   |
| 1991 | Nikos Moustroufis (5)      | nicht ausgetragen       |
| 1992 | Nikos Moustroufis (6)      | Anita Kangalou          |
| 1993 | Panagiotis Vasiliou (9)    | Irini Ephraimidis (4)   |
| 1994 | Nikos Moustroufis (7)      | Anni Konstantinidou (6) |
| 1995 | Nikos Moustroufis (8)      | Anni Konstantinidou (7) |
| 1996 | Paul Gregory               | Zeta Tzamalouka         |
| 1997 | Paul Gregory (2)           | Zeta Tzamalouka (2)     |
| 1998 | Paul Gregory (3)           | Zeta Tzamalouka (3)     |
| 1999 | Paul Gregory (4)           | Zeta Tzamalouka (4)     |
| 2000 | Fabian Kalaitzis           | Valia Toska             |
| 2001 | Fabian Kalaitzis (2)       | nicht ausgetragen       |
| 2002 | Fabian Kalaitzis (3)       | Valia Toska (2)         |
| 2003 | Petros Tzamaloukas         | nicht ausgetragen       |
| 2004 | Fabian Kalaitzis (4)       | nicht ausgetragen       |
| 2005 | Fabian Kalaitzis (5)       | Zeta Tzamalouka (5)     |
| 2006 | Fabian Kalaitzis (6)       | Zeta Tzamalouka (6)     |
| 2007 | Fabian Kalaitzis (7)       | Eliza Kargioti          |
| 2008 | Fabian Kalaitzis (8)       | Eliza Kargioti (2)      |
| 2009 | Fabian Kalaitzis (9)       | Eliza Kargioti (3)      |
| 2010 | Fabian Kalaitzis (10)      | Eliza Kargioti (4)      |
| 2011 | Fabian Kalaitzis (11)      | Zeta Tzamalouka (7)     |
| 2012 | Fabian Kalaitzis (12)      | Zeta Tzamalouka (8)     |
| 2013 | Harry Londy                | Eliza Kargioti (5)      |
| 2014 | nicht ausgetragen          | nicht ausgetragen       |
| 2015 | Harry Londy (2)            | Eliza Kargioti (6)      |
| 2016 | Petros Tzamaloukas (2)     | Eliza Kargioti (7)      |
| 2017 | Konstantinos Kargiotis     | Eliza Kargioti (8)      |
| 2018 | Harry Londy (3)            | Eliza Kargioti (9)      |
| 2019 | Konstantinos Kargiotis (2) | Eliza Kargioti (10)     |
| 2020 | nicht ausgetragen          | nicht ausgetragen       |
| 2021 | Konstantinos Kargiotis (3) | Eliza Kargioti (11)     |
| 2022 | Konstantinos Kargiotis (4) | Eliza Kargioti (12)     |
| 2023 | Konstantinos Kargiotis (5) | Athina Gasparinatou     |